# Ibón

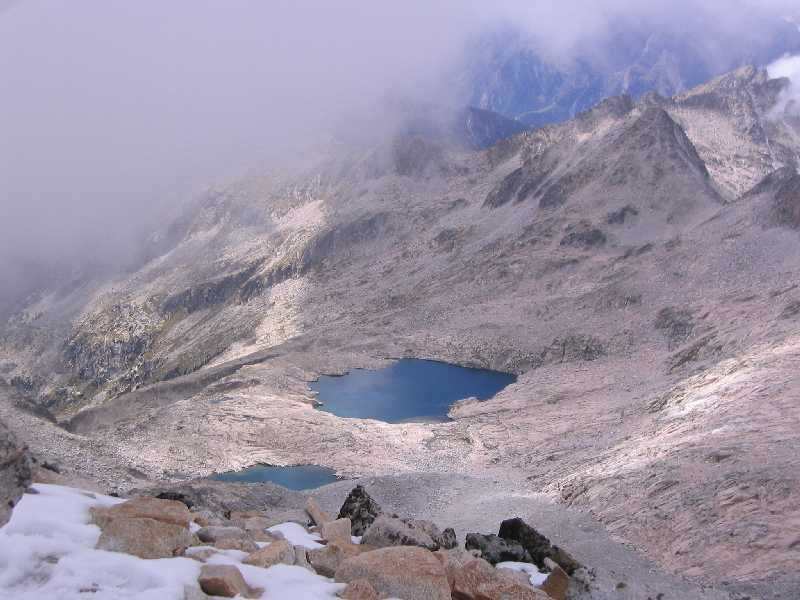
Ibones de Coronas desde la cumbre del Aneto (3404 m) en la cordillera pirenaica (España).

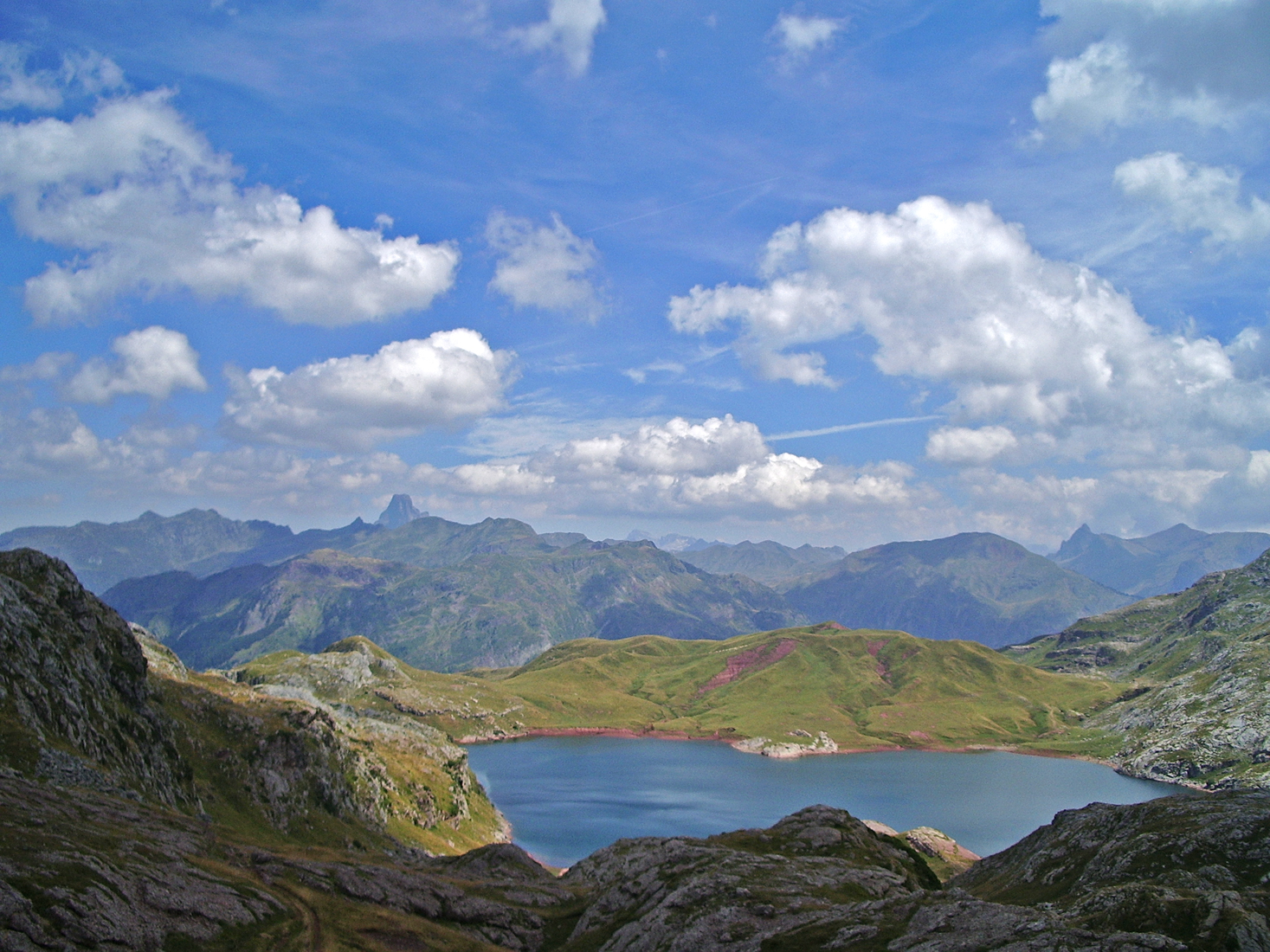
Ibon de Estanés.

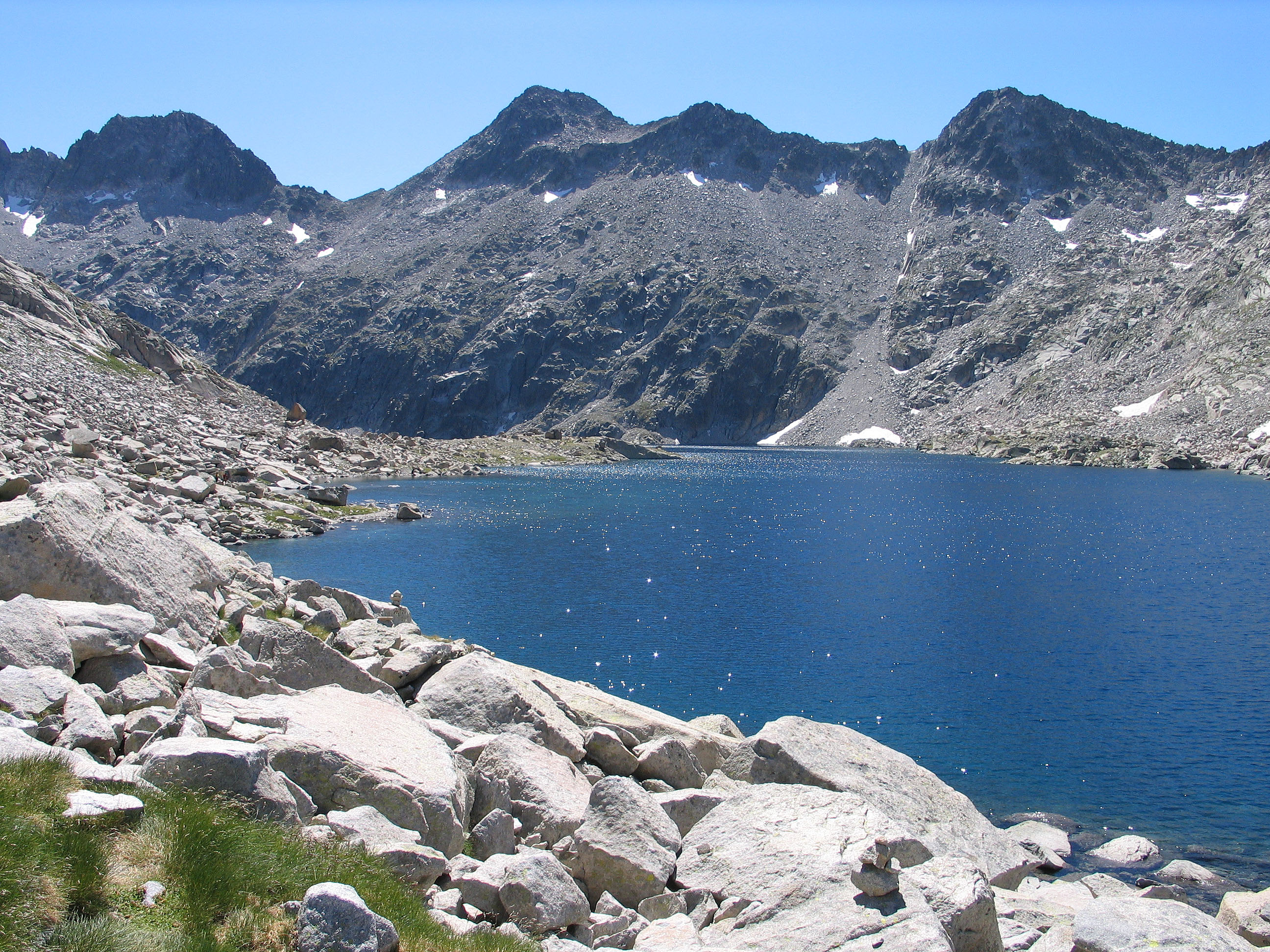
Ibón de Cregüeña.

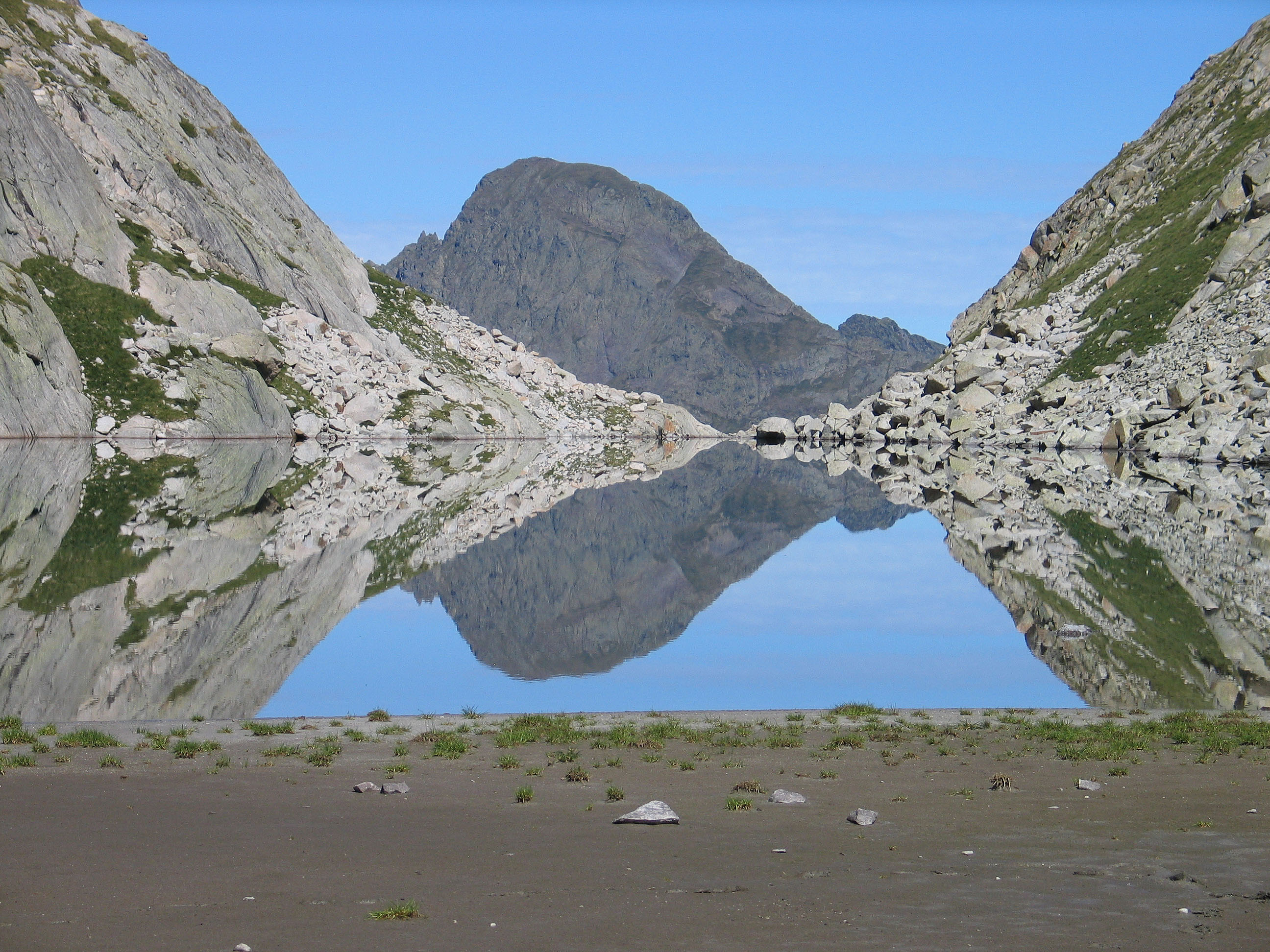
Ibón de Barrancs.

Ibón es el término en idioma aragonés, que al pasar al castellano ha quedado relegado para denominar los pequeños lagos de montaña de origen glaciar situados en los Pirineos aragoneses, desde la zona del valle de Ansó hasta el entorno de la Tuca del Aneto. En la lengua aragonesa su significado es más general, usado para denominar cualquier lago o estanque. Por ejemplo, en la ciudad de Huesca, a la fuente con mayor tradición se la denomina «Fuente del Ibón».

## Etimología
La palabra ibón es vocablo de la antigua lengua aragonesa, y que etimológicamente viene de libón, que significa literalmente beber, del latín “libo, libas,libare”. También se dice así “libón” al manantial que nace a borbotones. Como curiosidad en República Dominicana se dice libón a las lagunas, también encontramos un ibón en el Pirineo aragonés llamado Libón. Diccionario etimológico aragonés de Pardo Asso, 1938.
Están «censados» un total de 197 ibones de muy diferentes tamaños y formas; algunos son utilizados para alimentar pequeñas centrales hidroeléctricas.
Hay ibones encantados, donde, según las leyendas locales, «viven» hadas, como el de Plan. Otros ibones conocidos son los de Anayet, Sabocos, Ip y Estanés.
Es equivalente al occitano estanh y al catalán estany para referirse al mismo accidente geográfico.

## Formación
La mayoría de los ibones son formaciones geológicamente recientes, surgidas por procesos glaciares de excavación, hace unos 30 000 años en la era glaciar, habiendo ocurrido, en la época post-glaciar, la desaparición de algunos, y la erosión del monte, que ha ampliado o reducido la extensión de los mismos, y modificado los parajes en que se sitúan.

## Aguas
El agua de los ibones es dulce, ya que proviene del deshielo de las nieves. De hecho, los ibones han sido objetos de estudio por diferentes asociaciones, determinando que las aguas de los mismos son de gran calidad. Aunque los ibones son lugares poco transitados por la gente diariamente, algunos excursionistas poco cívicos arrojan desperdicios en el entorno ensuciándolos; así, en diferentes campañas de limpieza se han llenado grandes bolsas de basura con desechos como latas de conservas o de refrescos, botellas y bolsas de plástico y otros objetos arrojados a los ibones. Cada año se suelen limpiar algunos ibones de estos desperdicios, ya que impiden el desarrollo de vida y enturbian las aguas del ibón.
Otra de las afecciones de origen antrópico de los ibones es la presencia de peces. De forma natural, la mayoría de los ibones no tiene conexión directa con los cursos fluviales habitados por la ictiofauna. Los peces que hay en ellos son introducidos por los pescadores de forma que se convierten en depredadores que se alimentan de todo lo que encuentran, fundamentalmente las huevas de los anfibios y las puestas y nidadas de los invertebrados que sí tienen el ibón como hábitat natural, desequilibrando el ecosistema acuático de estos lagos.
La mayoría de los ibones están en espacios protegidos, y según la legislación aragonesa está prohibido el baño, las actividades acuáticas y la navegación. El consumo de sus aguas no está recomendado, debido a la poca salinidad de las mismas.

## Clima y morfología
El agua de los ibones es por lo general bastante fría debido a que se llenan con el deshielo de las nieves; en casi todos, las temperaturas son del orden de 4 °C. Incluso en los meses de verano, muchos ibones siguen helados o con placas de hielo superficiales. Por otro lado, la profundidad de los ibones varía por zonas. Hay ibones poco profundos, menores de 0,5 m, y los hay que superan los 25 m de profundidad. Este es el caso de los ibones de Sabocos o de Tebarray.